# Snowkajak
Snowkajak ist die Portierung des Kajaksports in den Winter. Gefahren wird dabei nicht auf Bächen oder Flüssen, sondern auf Skipisten, abgetrennt von Schisportlern. Vorzugsweise werden Bobbahn-ähnliche Strecken mit Steilkurven, Sprüngen und Hindernissen gebaut – etwa einem Wassergraben. Zuoberst eine Lage weicheren Schnees erleichtert das Steuern. Eine Begrenzung mit Steilwänden schützt besonders Ungeübte vor dem Abkommen von einem solchen Parcours und das Geraten in unsicheres Gebiet, etwa mit Baumbestand.
Hobbymäßig wird dieser Sport bereits seit vielen Jahren von Kanuten betrieben, um das Gleichgewichtsvermögen sowie die Koordinationsfähigkeiten auch im Winter zu trainieren. Ungefähr seit dem Jahr 2000 entwickelte sich dieser Sport zunehmend zu einer Funsportart, die auch von Nicht-Kanuten betrieben wurde.
2002 wurde das erste Snowkajak-Rennen in Lienz (Österreich) veranstaltet. 2007 fand eine so genannte „Weltmeisterschaft“ in den Kategorien „Männer“, „Frauen“ und „Jugend“ statt. Erster Sieger dieser Veranstaltung wurde Peter Draxl (Österreich). Neben dieser gibt es noch eine Indoor-Weltmeisterschaft in Holland. Dabei wird in einer Skihalle auf künstlichem Schnee und bei Flutlicht gefahren.
Orte, an denen Snowkajak-Wettbewerbe in Österreich gefahren worden sind: 
- Tristach bei Lienz, jeweils am Kreithof (2004 (30 Teilnehmer); 2005 (60); 4. Februar 2006 (über 100): 3. Osttiroler Snowkayakrace, Bootslänge maximal 270 cm, Helmpflicht)[1]
- Lienz (3. Februar 2007: 1. WM (4. Snowkajakrace)[2]; 2. Februar 2008, (erstmals:) Moosalm (am Hochstein, auf einem Teil der Red Bull Dolomitenmann MTB-Downhill Strecke): 2. WM[3]; 13. März 2010, Moosalm: WM[4])
- Obertauern, Land Salzburg (28. März 2009, Edelweissalm: Red Bull Snowkayak Race)[5]

Im Wettkampf werden solche Rennen gerne als „Boatercross“ gefahren. Analog zu anderen Sportarten (wie dem Snowboardcross) treten dabei vier Athleten gleichzeitig auf einer Strecke gegeneinander an, die zwei Schnelleren steigen in die nächste Runde auf.
Paddelboote haben ursprünglich Rundböden, für Snowkajak wurden um 2012 schon Boote mit eher flachem Boden und zum Steuern einsetzbaren Seitenkanten entwickelt. Mit dem Paddel kann angeschoben, gestützt und gesteuert werden. Eine Schibrille schützt vor sprühendem Schnee, ein Helm den Kopf und eine Schwimmweste den Oberkörper. Ein Sitzpolster puffert den Landestoss auf das Steißbein.